# Majerova skala (pomnik przyrody)

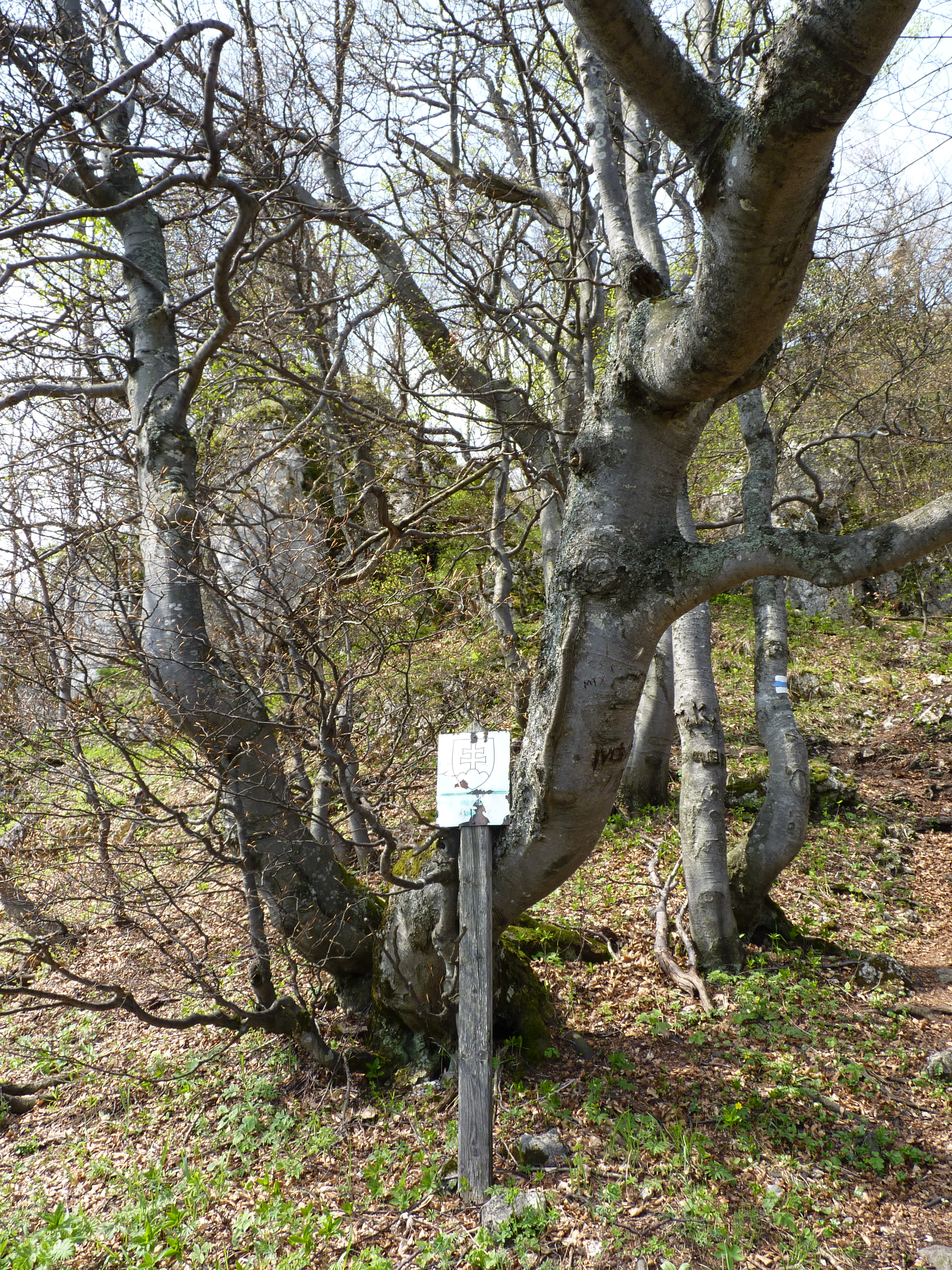
Majerova skala – granica obszaru chronionego

Majerova skala (pomnik przyrody) (słow. Prírodná pamiatka Majerova skala) – chroniony twór przyrody w grupie górskiej Wielkiej Fatry na Słowacji.

## Położenie
Obszar chroniony, o powierzchni 8,84 ha, obejmuje podszczytowe, w większości skaliste partie Majerovej skaly, szczytu wznoszącego się w pd.-wsch. części Wielkiej Fatry, ok. 2,5 km na pd.-wsch. od wierzchołka Krížnej. Leży w granicach katastralnych wsi Staré Hory w powiecie Bańska Bystrzyca, ok. 2 km na pn. od centrum tej wsi. Najbardziej charakterystycznym elementem jest wysokie urwisko skalne zakończone u góry wydatnym „balkonem”.
Pomnik przyrody Majerova skala znajduje się w granicach Parku Narodowego Wielka Fatra.

## Historia
Ochrona obiektu została ustanowiona w 1992 r. na powierzchni 9,41 ha. Nowelizacja w 1994 r. zarządzeniem Powiatowego Urzędu Środowiska Przyrodniczego (Okresný úrad životného prostredia) w Bańskiej Bystrzycy nr vl/3/183/94-Js z dnia 28 listopada 1994 r. Na jego terenie obowiązuje 5. (najwyższy) stopień ochrony.

## Przedmiot ochrony
Przedmiotem ochrony jest wyrazisty twór skalny, budowany wapiennymi i dolomitowymi utworami płaszczowiny choczańskiej, spoczywającymi na podłożu należącym do płaszczowiny kriżniańskiej, wraz z występującymi na nim zbiorowiskami rzadkich i zagrożonych gatunków flory i fauny.

## Flora i fauna
Najcenniejsze z przyrodniczego punktu widzenia są niewielkie łączki podszczytowe oraz trawiaste zespoły roślinności naskalnej. Węglanowe podłoże decyduje o bogactwie występujących tu roślin zielnych. W zbiorowiskach naskalnych występują tu m.in. goryczka Kluzjusza, pierwiosnek łyszczak, goździk wczesny, na łączkach zawilec narcyzowaty i storczyk męski, a na skraju lasu, złożonego głównie z karłowaciejących buków – lilia bulwkowata i czosnek niedźwiedzi. Na skalistych upłazkach rośnie tu także jarząb nieszpułkowy.
Faunę reprezentują tu głównie liczne gatunki bezkręgowców, w tym zwłaszcza motyli (m.in. górówka manto) oraz chrząszczy (m.in. biegacz Scheidlera i biegacz pomarszczony). Spośród ptaków godne uwagi są dzięcioł trójpalczasty i czarny oraz gołąb siniak. Na skalnych urwiskach spotykany jest skrajnie rzadki pomurnik. W skalnych jaskiniach w masywie Majerovej skaly lub w wykrotach u jej podnóży gawruje czasem niedźwiedź brunatny.

## Turystyka
Przez teren chroniony i przez szczyt Majerovej skaly biegnie niebiesko  znakowany szlak turystyczny ze Starych Hor na Krížną. Na „balkon” (krawędź urwiska niezabezpieczona!) doprowadza krótkie, nieznakowane dojście.